# Het källa

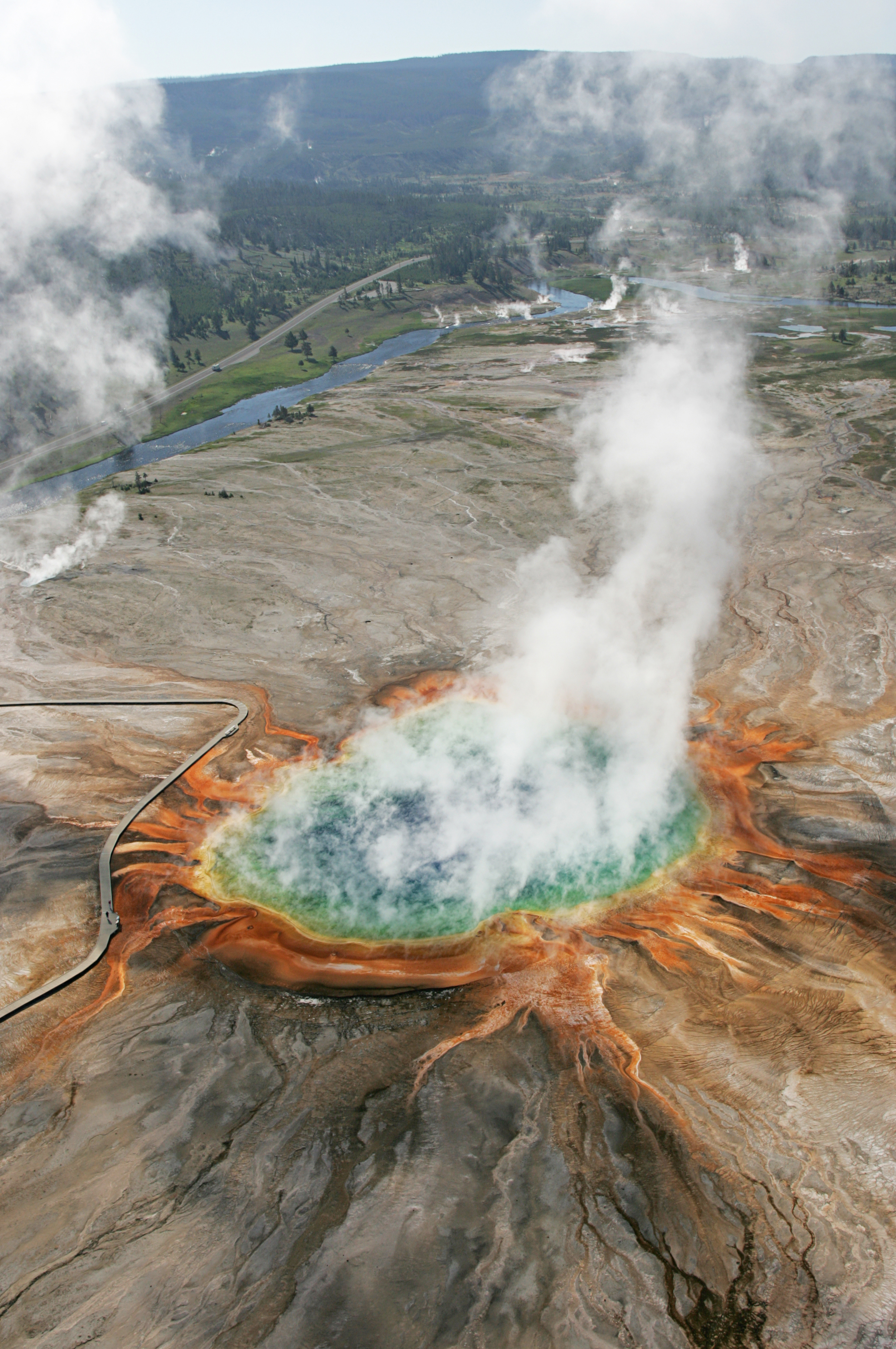
Grand Prismatic Spring i Yellowstone nationalpark i Wyoming.

Heta källor är termalkällor med en vattentemperatur som är högre än människokroppens normala temperatur, 37°C. En het källa är ett ställe där varmt vatten kommer upp ur jordens inre, ofta uppvärmt av vulkanisk aktivitet. 
Heta källor finns i Nordeuropa på Island, i England (Bath) och i Tyskland (Aachen, Baden-Baden).